# Zbrojíř

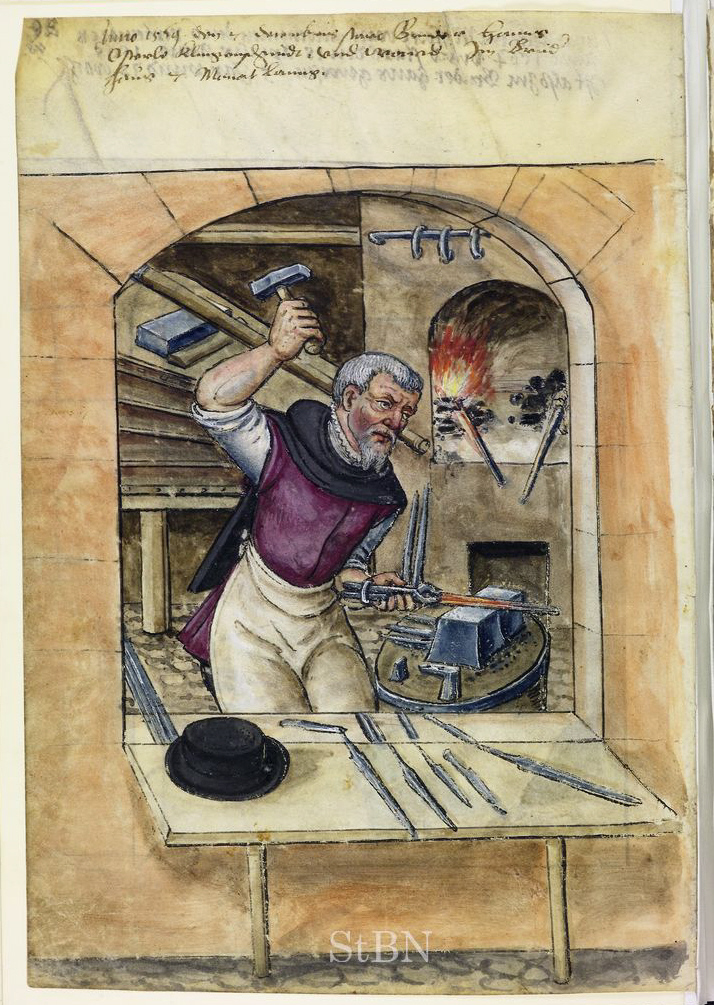
Nožíř kuje čepele dýk, Norimberk 1569

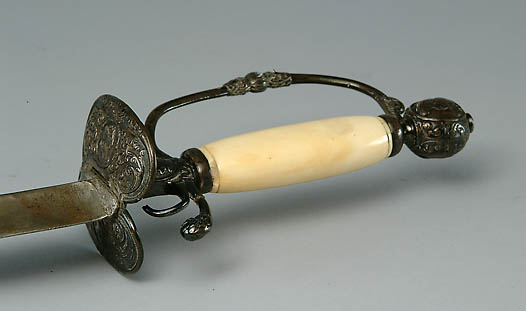
Rukojeť šavle britského majora Jacka Churchilla z druhé světové války.

Zbrojíř je souhrnné označení pro řemeslníky zhotovující zbraně, jejich příslušenství nebo střelivo.

## Historie
Zbrojíř může být specializovaným kovářem, jeho profese se jako samostatné profilují již ve starověkém Římě a dále ve středověku. Na rozdíl od kováře, který pracuje většinou technikami kování a tváření se železem či ocelí, (zřídka dalšími kovy), zbrojířská řemesla se zabývají soustružením kovů, pilováním, tepáním, probíjením, zatloukáním měkkého kovu do tvrdšího (niello) a dalšími technikami, využívají rovněž drahé či ušlechtilé kovy (damaskování čepelí mečů nebo šipek do šípů). Zbrojíři ovládají i práci se dřevem, kostí, nerosty, textiliemi nebo kůží. Zbraně je totiž často nutné osadit, vytvořit rukojeti, záštity či násady a pochvy. Složité jsou zejména výrobní a výzdobné techniky luků, kuší (tětivy dodávali provazníci) a prachovnic.
Ve vyspělých zemích a městech došlo k dalším specializacím, často s latinským označením zbrojíře:
- lučištník (arcufex, balistator) – zhotovuje, luky, kuše a šipky
- nožíř (cultellifaber, messerer, čepelník)- vyrábí nože, dýky a podobné bodné zbraně; také je brousí
- mečíř (gladiator) – vyrábí meče a podobné sečné zbraně
- puškař (pixidarius, buchsenmeister, bombardista) – vyrábí palné zbraně
- střelivo dodával litec kulí a kulek, nebo prachař

## Současnost
Zbrojíř je dle zákona 119/2002 Sb. v platném znění osoba, která v rámci svého pracovního zařazení zabezpečuje plnění povinností při přechovávání, skladování nebo používání zbraní nebo střeliva, a která je držitelem zbrojního průkazu příslušné skupiny. V době, kdy zbrojíř nemůže vykonávat svou funkci, přebírá jeho povinnosti uvedené v § 40 odst. 1. zákona o zbraních odpovědný zástupce fyzické osoby, byl-li ustanoven, anebo odpovědný zástupce nebo člen statutárního orgánu právnické osoby.

## Etymologický význam
Zbrojíř nevyráběl zbroje, jak může název navozovat. Touto činností se zabývali brníř (vyrábějící brnění), helméři zhotovující přilby, ostrožníci zhotovující ostruhy, štítaři kovající štíty, nebo platnéř (kovající plátové zbroje). Ozbrojit se obdobně neznamená obléci se do zbroje, ale vzít si zbraň. Zbrojíř tím, že vyráběl zbraně, umožňoval zbrojení.